# Smiljan
Smiljan – wieś w Chorwacji, w żupanii licko-seńskiej, w mieście Gospić. Leży w regionie Lika. W 2011 roku liczyła 418 mieszkańców.

## Informacje ogólne
Smiljan znajduje się 6 kilometrów na północny zachód od Gospicia oraz około 15 kilometrów od przebiegającej w pobliżu Autostrady A1 relacji Zagrzeb – Split. W 2001 roku miejscowość zamieszkiwało 446 osób. Smiljan znany jest najszerzej jako miejsce, w którym 10 lipca 1856 roku urodził się wynalazca Nikola Tesla. Wieś znajdowała się w tym czasie na terytorium Cesarstwa Austriackiego.

## Centrum Pamięci Nikoli Tesli
Z okazji 150. rocznicy urodzin wybitnego wynalazcy i inżyniera, chorwackie władze dokonały otwarcia Centrum Pamięci Tesli w Smiljanie, w tym muzeum zaaranżowanego wewnątrz jego odrestaurowanego domu rodzinnego. Obecnie, dom Nikoli Tesli wraz z prawosławnym kościołem i pobliskim otoczeniem tworzą cały kompleks poświęcony pamięci wynalazcy, z rozmaitymi wystawami na temat wynalazków Tesli oraz muzeum, gdzie prezentowane są szczegóły z jego życia. W położonym nieopodal budynku znajduje się również sala konferencyjna.
Pierwotne Centrum Pamięci zostało zniszczone podczas Operacji Burza w 1995 roku, kiedy to chorwacka armia spaliła dom Nikoli Tesli i inne części ówczesnego kompleksu, które jednak zostały wzniesione ponownie w 2001 roku, kilka lat przed oficjalnym otwarciem nowego centrum.

## Okolica
Na obszarze otaczającym wieś znajdują się górskie fortyfikacje Bogdanić, Smiljan i Krčmar, a także kościoły pod wezwaniem Świętej Anastazji, Świętego Marka i Świętego Wita oraz prehistoryczne mogiły. Lokalny kościół parafialny Matki Boskiej z Góry Karmel został wybudowany w roku 1860.